# Claude Rich
Claude Robert Rich (8. února 1929 Štrasburk – 20. července 2017 Paříž) byl francouzský divadelní a filmový herec, držitel ocenění César.

## Život a kariéra
Do roku 1935 žil se svými rodiči ve Štrasburku, pak se s matkou a třemi sourozenci přestěhovali do Paříže.
V roce 1953 absolvoval pařížskou konzervatoř Conservatoire national supérieur d'art dramatique a začal svou divadelní kariéru. Téměř současně se objevil ve filmu, nejdřív v okrajových rolích, pak v důležitějších, i když pořád vedlejších. Z jeho významnějších filmů 60. let 20. století je možno uvést například Lautnerův film z roku 1963 Povedení strejcové, ve kterém se setkal s Linem Venturou nebo Oskara s Louisem de Funèsem.
V 70. letech se dostal i k dramatičtějším a charakternějším filmovým rolím, přesto však ke konci dekády své působení ve filmu omezil a soustředil se hlavně na divadlo, v čem pokračoval také v 80. letech. V roce 1989 se přesto objevil v známém seriálu Chobotnice.
V druhé polovici 70. let, kdy v ČSSR probíhala normalizace, uvedl v divadle Ateliér hru Pavla Kohouta. V roce 1989 se po boku Clauda Brasseura objevil v divadelní hře francouzského dramatika Jean-Clauda Brisvilla Le Souper. Jeho kreace státníka období Francouzské revoluce Charlese de Talleyranda byla úspěšná a později byla převedana na filmové plátno. Za výkon v tomto snímku získal Rich v roce 1993 svého prvního Césara.
V 90. letech se objevil, kromě jiného, v několika historických filmech, týkajících se francouzské historie. V roce 2002 byl oceněn Čestným Césarem. I přes pokročilý věk hrál stále ve filmu i v divadle. Zemřel 20. července 2017 po dlouhé nemoci.

## Filmografie (výběr)

### Celovečerní filmy
- 1958: Nevídáno, neslýcháno (Ni vu, ni connu), režie Yves Robert
- 1960: Francouzka a láska (La Française et l'amour), několik režisérů
- 1961: Všechno zlato světa (Tout l'or du monde), režie René Clair
- 1962: Desátník smolař (Le Caporal épinglé), režie Jean Renoir
- 1963: Povedení strejcové (Les Tontons flingueurs), režie Georges Lautner
- 1964: Mata Hari (Mata Hari, agent H21), režie Jean-Louis Richard
- 1964: Honba na muže (La Chasse à l'homme), režie Edouard Molinaro
- 1965: Bezejmenná hvězda režie Henri Colpi
- 1965: Diamantový biliár (Un Milliard dans un billard), režie Nicolas Gessner
- 1967: Přátelé kopretiny (Les Compagnons de la marguerite), režie Jean-Pierre Mocky
- 1967: Oskar (Oscar), režie Edouard Molinaro
- 1968: Nevěsta byla v černém (La Mariée était en noir), režie François Truffaut
- 1968: Je t'aime, je t'aime (Je t'aime, je t'aime), režie Alain Resnais
- 1969: Zlatá vdova (Une veuve en or), režie Michel Audiard
- 1970: Šantanová Nini (Ninì Tirabusciò: la donna che inventò la mossa), režie Marcello Fondato
- 1974: Stavisky (Stavisky...), režie Alain Resnais
- 1975: Nelítostný souboj (Adieu poulet), režie Pierre Granier-Deferre
- 1979: Válka policajtů (La Guerre des polices), režie Robin Davis
- 1992: Klavíristka (L'Accompagnatrice), režie Claude Miller
- 1994: D'Artagnanova dcera (La Fille de d'Artagnan), režie Riccardo Freda a Bertrand Tavernier
- 1994: Plukovník Chabert (Le Colonel Chabert), režie Yves Angelo
- 1995: Řekni mi své ano (Dis-moi oui...), režie Alexandre Arcady
- 1996: Kapitán Conan (Capitaine Conan), režie Bertrand Tavernier
- 1998: Lautrec (Lautrec), režie Roger Planchon
- 2000: Herci (Les Acteurs), režie Bertrand Blier
- 2003: Cena života (Le Coût de la vie), režie Philippe Le Guay
- 2006: Zbloudilá srdce (Coeurs), režie Alain Resnais
- 2011: Co kdybychom žili společně? (Et si on vivait tous ensemble?), režie Stéphane Robelin

### Televize
- 1984 : Chobotnice (La Piovra), televizní seriál, režie Damiano Damiani
- 1995 : Radetzkymarsch (La marche de Radetzky), televizní seriál, režie Gernot Roll a Axel Corti
- 2002 : Jan XXIII.: Papež míru (Papa Giovanni - Ioannes XXIII), televizní film, režie Giorgio Capitani

## Ocenění a nominace

### César
Ocenění
- 1993: César pro nejlepšího herce za film Le Souper
- 2002: Čestný César

Nominace
- 1995: César pro nejlepšího herce ve vedlejší roli za film D'Artagnanova dcera
- 2000: César pro nejlepšího herce ve vedlejší roli za film Pusa
- 2009: César pro nejlepšího herce ve vedlejší roli za film Aide-toi et le ciel t'aidera
- 2013: César pro nejlepšího herce ve vedlejší roli za film Cherchez Hortense

### Molièrova cena
Nominace
- 1987: Molièrova cena pro herce za představení Faisons un rêve
- 1990: Molièrova cena pro herce za představení Le Souper
- 2003: Molièrova cena pro herce za představení Les Braises
- 2006: Molièrova cena pro herce za představení Le Caïman
- 2009: Molièrova cena pro herce za představení Le Diable rouge

### Jiná ocenění
- 2008: Prix Henri-Langlois
- 2008: Prix du Brigadier